# Anopheles harrisoni
Anopheles harrisoni este o specie de țânțari din genul Anopheles, descrisă de Ralph E. Harbach și Manguin în anul 2007. Conform Catalogue of Life specia Anopheles harrisoni nu are subspecii cunoscute.